# Halichoeres rubricephalus
Halichoeres rubricephalus là một loài cá biển thuộc chi Halichoeres trong họ Cá bàng chài. Loài này được mô tả lần đầu tiên vào năm 1995.

## Từ nguyên
Từ định danh rubricephalus được ghép bởi rubri (“đỏ”) trong tiếng Latinh và kephalḗ (κεφαλή; “đầu”) trong tiếng Hy Lạp cổ đại, hàm ý đề cập đến màu đỏ tươi trên đầu của cá đực.

## Phạm vi phân bố và môi trường sống
H. rubricephalus là một loài đặc hữu của Indonesia. H. rubricephalus sống gần các rạn san hô viền bờ, thường tập trung ở những khu vực có sự phát triển phong phú của san hô ở độ sâu khoảng 10–35 m.

## Mô tả
H. rubricephalus có chiều dài cơ thể lớn nhất được ghi nhận là 11 cm. Cá đực dễ dàng nhận biết được bởi vùng đầu màu đỏ tươi của chúng, có thể đỏ sẫm hơn khi được quan sát ở vùng biển sâu nơi ánh sáng đỏ bị hấp thụ rất nhiều. Thân có màu xanh lục sẫm. Vây lưng và vây hậu môn có dải viền màu xanh lam óng. Vây đuôi đỏ thẫm, có cặp sọc chữ V màu xanh óng gần rìa. Cá cái có các đường sọc cam dọc theo chiều dài cơ thể và có một đốm đen ở cuối vây lưng.
Số gai ở vây lưng: 9; Số gai ở vây hậu môn: 3; Số gai ở vây bụng: 1; Số tia vây ở vây bụng: 5.

## Sinh thái học
Thức ăn của H. rubricephalus có thể là các loài thủy sinh không xương sống.